# Karol J. Bobko
Karol Joseph "Bo" Bobko, född 23 december 1937 i Queens i New York, död 17 augusti 2023 i Half Moon Bay, Kalifornien, var en amerikansk astronaut uttagen i astronautgrupp 7 den 14 augusti 1969.

## Rymdfärder
- STS-6
- STS-51-D
- STS-51-J